# Хрватско-српска коалиција
Хрватско-српска коалиција је назив за коалицију хрватских и српских националистичких странака које су дјеловале на подручју тадашње Аустроугарске, а данашње Хрватске почетком 20. вијека. Њени лидери су били Хрват Франо Супило, а у касније вријеме Србин Светозар Прибићевић.
Склапању коалиције, којој су претходиле Ријечка и Задарска декларација у октобру 1905. године, повод је био народни покрет против омраженог бана Кароља Куен-Хедерварија 1903. године, коме су се уз хрватске прикључиле и српске сељачке масе. Схвативши да од хрватско-српских подјела највише профитирају мађарска влада, односно Беч, као и италијански иредентистички покрет у Далмацији, хрватски правашки политичари на челу с Франом Супилом су склопили споразум с Прибићевићевом Српском самосталном странком и формирали коалицију којој је, између осталог, програм био и стварање шире јужнословенске заједнице — било у облику југословенске државе, било у облику тријалистички уређене Хабсбуршке монархије.
Коалиција је формално створена у децембру 1905. а приступили су јој: Странка права, Хрватска напредна странка, Српска народна самостална странка, Српска народна радикална странка и Социјалдемократска странка Хрватске.
Социјалдемократи и радикали нису остали дио коалиције.
Стварање те коалиције је 1908. године од стране бечке владе схваћено као велика опасност, па је њено челништво суђено на Велеиздајничком процесу. Супило је након тог процеса маргинализован, а Прибићевић је преузео предводнишво и ублажио став према мађарској влади, с којом је 1913. године склопљен и формални споразум.
За вријеме Првог свјетског рата Хрватско-српска коалиција је била лојална према влади у Бечу и све до посљедњег тренутка се залагала за очување Аустроугарске. Након стварања Државе СХС, а потом Краљевине СХС, већина њених представника се прикључила влади у Београду и залагала за централистичко уређење државе и Видовдански устав.
Године 1919. Хрватско-српска коалиција под вођством Светозара Прибићевића се сједињује са три србијанске партије: Самосталном радикалном странком и двије мање, Српском напредном странком и Либералном странком, као и са словенским либералима, а новоствореној заједници приступају разноразни либерал-демократски политичари и групације из Босне и Херцеговине, Македоније и Црне Горе. Симболички је оснивачка скупштина одржана у Сарајеву. Основана је Демократска странка под вођством Љубомира Давидовића, која постаје сходно својем широком чланству, најјача политичка снага у новоствореној Краљевини Срба, Хрвата и Словенаца.